# Bora-Argon 18/2016
Deze pagina geeft een overzicht van de Bora-Argon 18-wielerploeg in 2016.

## Algemeen
Algemeen manager: Ralph Denk
Ploegleiders: Enrico Poitschke, Slawomir Pasterki, Lukasz Piwowski, Christian Pömer, Steffen Radochla, André Schulze
Fietsmerk: Argon 18
Kopman: Jose Mendes

## Transfers
| Inkomend          | Team 2015                          | Uitgaand          | Team 2016                    |
| ----------------- | ---------------------------------- | ----------------- | ---------------------------- |
| Rüdiger Selig     | Team Katjoesja                     | Björn Thurau      | Wanty-Groupe Gobert          |
| Silvio Herklotz   | Team Stölting                      | Daniel Schorn     | Team Felbermayr Simplon Wels |
| Gregor Mühlberger | Team Felbermayr Simplon Wels+Stage | Cristiano Salerno | Gestopt                      |
| Lukas Pöstlberger | Tirol Cycling Team                 |                   |                              |

## Renners
| Naam                | Geboortedatum | Nationaliteit       | Ploeg 2015                         |
| ------------------- | ------------- | ------------------- | ---------------------------------- |
| Shane Archbold      | 02-02-1989    | Nieuw-Zeeland       |                                    |
| (ITT) Jan Bárta     | 07-12-1984    | Tsjechië            |                                    |
| Phil Bauhaus        | 08-07-1994    | Duitsland           |                                    |
| Cesare Benedetti    | 03-08-1987    | Italië              |                                    |
| Sam Bennett         | 16-10-1990    | Ierland             |                                    |
| Emanuel Buchmann    | 18-11-1992    | Duitsland           |                                    |
| Zakkari Dempster    | 27-07-1987    | Australië           |                                    |
| Silvio Herklotz     | 06-05-1994    | Duitsland           | Team Stölting                      |
| Bartosz Huzarski    | 27-10-1980    | Polen               |                                    |
| Patrick Konrad      | 13-10-1991    | Oostenrijk          |                                    |
| Ralf Matzka         | 14-08-1989    | Duitsland           |                                    |
| Jose Mendes         | 24-04-1985    | Spanje              |                                    |
| Gregor Mühlberger   | 04-04-1994    | Oostenrijk          | Team Felbermayr Simplon Wels+Stage |
| Dominik Nerz        | 25-08-1989    | Duitsland           |                                    |
| Christoph Pfingsten | 20-11-1987    | Duitsland           |                                    |
| Lukas Pöstlberger   | 10-02-1992    | Oostenrijk          | Tirol Cycling Team                 |
| Andreas Schillinger | 13-07-1983    | Duitsland           |                                    |
| Michael Schwarzmann | 07-01-1991    | Duitsland           |                                    |
| Rüdiger Selig       | 19-02-1989    | Duitsland           | Team Katjoesja                     |
| Scott Thwaites      | 12-02-1990    | Verenigd Koninkrijk |                                    |
| Paul Voss           | 26-03-1986    | Duitsland           |                                    |

## Overwinningen
Tirreno-Adriatico
Bergklassement: Cesare Benedetti
Internationaal Wegcriterium
1e etappe: Sam Bennett
Ronde van Azerbeidzjan
1e etappe: Phil Bauhaus
5e etappe: Michael Schwarzmann
Ronde van Opper-Oostenrijk
2e etappe: Phil Bauhaus
4e etappe: Lukas Pöstlberger
Nationale kampioenschappen wielrennen
Portugal - wegrit: José Mendes
Rad am Ring
Winnaar: Paul Voss
Ronde van Denemarken
5e etappe: Phil Bauhaus
Ronde van Toscane
2e etappe: Sam Bennett
Parijs-Bourges
Winnaar: Sam Bennett
2010 · 2011 · 2012 · 2013 · 2014 · 2015 · 2016 · 2017 · 2018 · 2019 · 2020 · 2021 · 2022 · 2023 · 2024 · 2025